# Bandera de Canalda
La bandera oficial de Canalda té la següent descripció:
| « | Bandera apaïsada, de proporcions dos d'alt per tres de llarg, vermella, amb l'últim terç vertical blanc; en els dos primers terços la faixa-semipal blanca de l'escut, de gruix 1/8 de l'alçària del drap, al centre i el card de tres flors groc de l'escut, d'alçària 5/16 de la del drap i amplària 2/9 de la llargària del mateix drap, al centre i a 1/16 de la vora superior. | » |

Va ser aprovada el 22 de febrer de 2005 i publicada al DOGC el 7 de febrer del mateix any amb el número 4337.